# Martha Valdivia Cuya
Martha Esther Valdivia Cuya (Lima, 1964) es una bióloga peruana. Investiga la conservación genética de la alpaca peruana mediante biotecnología reproductiva, con foco en el mejoramiento de gametos para incrementar la productividad de este camélido. En 2025, asumió, por segunda vez, la decanatura de la Facultad de Ciencias Biológicas de la Univesidad Nacional Mayor de San Marcos (UNMSM).

## Biografía

### Primeros años y educación
Martha Valdivia Cuya nació en Barranco, Lima. Las visitas mensuales a la chacra de su abuela le permitieron un contacto temprano con la naturaleza. Estudió la carrera de ciencias biológicas motivada por una docente de biología del colegio Mercedes Indacochea, donde cursó sus estudios secundarios, quien despertó su interés al revisar el desarrollo embrionario humano como parte del curso. Aquella clase la inspiró a investigar la historia de Louise Brown, la primera bebe nacida mediante fecundación in vitro (FIV).
Se licenció como bióloga con mención en Biología Celular y Genética en la Facultad de Ciencias Biológicas de la Universidad Nacional Mayor de San Marcos. Luego, obtuvo el grado de Magíster en Ciencias Biológicas en la Universidad de Chile y posteriormente, el grado de doctora en Ciencias con mención en Fisiología en la Universidad Peruana Cayetano Heredia.

### Carrera
Cuando ejercía el cargo de jefa de Laboratorio en la Pontificia Universidad Católica de Chile, se le presentó la oportunidad de postular como docente de su alma máter y con ello, regresar a su país. Fue así que, en 1997, ingresa como docente de la Facultad de Ciencias Biológicas de la Universidad Nacional Mayor de San Marcos y promueve la creación del Laboratorio de Fisiología de la Reproducción en dicha casa de estudios. Desde esa fecha ha desarrollado su carrera profesional en dicha casa de estudios compaginando la investigación, la docencia y la gestión universitaria. Ejerce como docente principal del Departamento de Zoología y ha ocupado distintos cargos. Entre ellos ejerció la dirección del Instituto de Investigación "Antonio Raimondi" (ICBAR) en dos periodos (2005-2009, 2020-2022), dos jefaturas en dependencias del Vicerrectorado de Investigación (2006-2009 y 2009-2010), la presidencia del Comité de Bioética de la Facultad de Ciencias Biológicas (2007-2013, 2021-2025), el vicedecanato de investigación y postgrado (2020-2022) y la decanatura de la Facultad de Ciencias Biológicas, cargo que ocupa por segunda vez (2010-2013, 2025 - actualidad). Asimismo, es la coordinadora general del grupo de investigación Biotecnología Reproductiva para la Conservación Genética Animal (BIOTRA).
A la par de su desempeño en UNMSM, durante el periodo 2012 - 2016 fue miembro del Consejo Directivo del Instituto del Mar del Perú (IMARPE).

## Investigación
La línea de investigación de la Dra. Valdivia está orientada al desarrollo de técnicas de maduración in vitro de ovocitos de alpaca (Vicugna pacos), con el objetivo de avanzar hacia la clonación de esta especie mediante biotecnología reproductiva y extenderla, también, a otras especies andinas en peligro de extinción. Su trabajo, fruto de más de dos décadas de especialización en reproducción y análisis celular y molecular, incluye el estudio de células madre y la producción de embriones, consolidando una contribución significativa en la transferencia de tecnologías reproductivas aplicables a especies nativas peruanas poco exploradas científicamente. Su trabajo en la investigación y conservación genética de las alpacas es un referente para el estudio de las especies andinas, pues contribuye significativamente al conocimiento científico y al desarrollo sostenible de las regiones.</ref>
Cuenta con patentes registradas por el desarrollo de un método de congelamiento de espermatozoides de zánganos,  la criopreservación de células espermatogoniales y biopsias testiculares de alpaca (Vicugna pacos) así como por el desarrollo de un medio para criopreservación suplementado con maca (Lepidium meyenii).

## Premios y reconocimientos
- Beca de la Fundación Rockefeller para realizar estudios de Biología de la Reproducción en la Pontificia Universidad Católica de Chile.[4]
- Premio a la investigación 2021 en la categoría: "Premios Especiales. Ganadores de proyectos con financiamiento externo", otorgado por la UNMSM.[21]
- Reconocimiento del Programa Nacional de Patentes "Patenta", iniciativa del Instituto Nacional de Defensa de la Competencia y de la Protección de la Propiedad Intelectual, por ser una de las mujeres inventoras con más solicitudes de patentes 1993 y 2019.[22]